# Putskuri (Tsarche)
Putskuri (en georgiano: ფუწყური; en abjasio: Ԥуҵҟәыр, romanizado: Putskur) es una aldea que pertenece a la parcialmente reconocida República de Abjasia, dentro del distrito de Gali, aunque de iure es parte del municipio de Gali de la República Autónoma de Abjasia de Georgia.

## Geografía
Putskuri está en la llanura de Samurzajano, a orillas del río Okumi y a 5 km de Gali. Las aldea se administra desde el pueblo de Tsarche.  